# NK Kamen Ingrad Velika
El NK Kamen Ingrad fue un equipo de fútbol de Croacia que jugó en la Prva HNL, la liga de fútbol más importante del país.
Fue fundado en el año 1918 en el pueblo de Velika, al noreste del país con el nombre NK Velika, el cual cambió luego de la Segunda Guerra Mundial por el de NK Papuk, utilizado hasta 1999, al cambiarlo por el nombre actual, cuando el patrocinador principal construyó una compañía en la ciudad con el nombre Kamen Ingrad.
Tuvo su primera temporada en la Prva HNL en el año 2002, de la cual no pudo ser campeón, ni ganó el título de Copa.
A nivel internacional participó en 2 torneos continentales, donde su mejor participación fue en la Copa Intertoto del año 2004/05, en la que fue eliminado en la Segunda ronda por el Spartak Moscú de Rusia.
Varias dificultades financieras causaron problemas al patrocinador principal, que se reflejaron en el rendimiento del equipo, siendo descendido a la Treća HNL en el 2008. a mediados de ese año, anunciaron que no iban a jugar en esa temporada, y posteriormente cerraron operaciones totalmente.
Nació en ese año el equipo NK Papuk, formado con lo que quedaba del Kamen Ingrad, pero legalmente son equipo separados, aunque buscan ser reconocidos como el equipo sucesor.

## Participación en competiciones de la UEFA
- Copa UEFA: 1 aparición

2004 - Primera ronda
- Copa Intertoto: 1 aparición

2005 - Segunda ronda

### Partidos en UEFA
| Temporada | Torneo         | Ronda         | Club               | Casa | Visita | Global |
| --------- | -------------- | ------------- | ------------------ | ---- | ------ | ------ |
| 2003/04   | Copa UEFA      | Preliminar    | Etzella Ettelbruck | 7–0  | 2–1    | 9–1    |
| 2003/04   | Copa UEFA      | R1            | Schalke 04         | 0–0  | 0–1    | 0–1    |
| 2004/05   | Copa Intertoto | Segunda ronda | Spartak Moscow     | 0–1  | 1–4    | 1–5    |

## Jugadores destacados
| - Kristijan Čaval - Silvije Čavlina - Mario Čižmek - Mario Galinović - Srđan Lakić | - Edin Mujčin - Jasmin Mujdža - Joško Popović - Bledi Shkëmbi - Amarildo Zela | - Ilija Sivonjić - Edin Šaranović - Ivan Turina - Zoran Zekić |